# Mittelfest
Mittelfest è un festival di teatro, musica, danza e circo fondato nel 1991, come occasione di incontro tra le culture centro-europee all'indomani della caduta della cortina di ferro. Si tiene ogni estate a Cividale del Friuli e, negli anni, ha ospitato tra i più importanti artisti della scena europea e italiana, spesso con spettacoli site specific, pensati a misura della città.

## Storia
Il festival è nato nel 1991 su spinta del Ministero degli Esteri e della Regione Friuli Venezia-Giulia, nell'ambito dell'allora Pentagonale, ovvero l'iniziativa di cooperazione stabilita tra l'Italia, l'Austria, la Cecoslovacchia, la Jugoslavia e l' Ungheria. L'intento era ridare vita a un mondo, quello della mitteleuropa, composto di più mondi, intrecciatisi nei secoli. Per questo furono messi alla guida cinque direttori artistici, ognuno proveniente dai diversi paesi coinvolti: Giorgio Pressburger, Carlo De Incontrera, Jovan Ćirilov, George Tabori, Tamas Ascher e Jiri Menzel.
Saltato nel 1993, il festival è ripreso nel 1994, con la sola direzione di Pressburger per il teatro e De Incontrera per la musica, caratterizzandosi, per un verso, per la scelta di legare ogni edizione a un tema e, per l'altro, di mantenere e confermare nel tempo la sua vocazione a farsi momento di incrocio tra le esperienze di spettacolo dal vivo italiane, centro europee e, soprattutto dopo la disgregazione della federazione jugoslava, dell'area balcanica. Moltissime figure di spicco del teatro, della musica e della danza hanno creato spettacoli o portato i propri lavori a Mittelfest, da Pina Bausch a Soeur Marie–Kairuz, da Mikhail Baryshnikov a Ramzi Aburedwan, Isabelle Huppert, Moni Ovadia, Giya Kancheli e Natalia Gutman, Luca Ronconi, Tomaz Pandur, Brad Meldhau, Stefano Bollani, Emir Kosturica, Lina Wertmuller, Adriana Asti, Richard Galliano.

## Sezioni
Mittelfest nasce come festival di teatro, musica, marionette e cinema. Negli anni si amplia a tutte le forme di spettacolo dal vivo, introducendo la danza agli inizi degli anni dieci e il circo ufficialmente dal 2023.
Dal 2021, su impulso del direttore artistico Giacomo Pedini, nasce una sezione del festival per artisti emergenti, Mittelyoung, che ogni anni programma nove spettacoli attraverso un'open call aperta ad artisti di 27 paesi europei. I tre migliori spettacoli entrano nella programmazione canonica di Mittelfest.

## Luoghi
Strettissimo il legame di Mittelfest con gli spazi della città. I suoi spettacoli, oltre che al Teatro Ristori, sono stati realizzati spesso all'aperto, come in Piazza Paolo Diacono, in Piazza Duomo, nel giardino del Convitto Paolo Diacono, nel chiostro della Chiesa di S. Francesco o lungo il corso del Natisone, ma anche al di fuori di Cividale del Friuli, come sul Matajur o alle Cave di Tarpezzo.